# Bodocó
Bodocó é um município brasileiro do estado de Pernambuco.

## História
Originalmente, Bodocó foi um distrito, subordinado ao então município de Granito, criado pela lei municipal nº 3, de 17 de novembro de 1909. Essa situação se manteve até 22 de maio de 1924, quando a lei estadual nº 1 650, promoveu Bodocó à condição de sede do município de Granito. Em decorrência, o decreto-lei estadual nº 92, de 31 de março de 1938, rebatizou Granito de Bodocó.

## Geografia
Com altitude de 443 metros, o município se localiza à latitude 07°46'42" sul e à longitude 39°56'28" oeste. Sua população estimada em 2018 era de 37 909 habitantes, distribuídos em 1 621,786 km² de área.
| Noroeste: Ipubi         | Norte: Santana do Cariri/CE e Araripe/CE | Nordeste: Exu        |
| Oeste: Ipubi e Ouricuri |                                          | Leste: Exu e Granito |
| Sudoeste: Ouricuri      | Sul: Parnamirim                          | Sudeste: Parnamirim  |

Compõem-no município quatro distritos: Bodocó (sede), Sipaúba, Feitoria, Cacimba Nova, Vila Bom Jardim e o povoado da Vila Né Camilo.
O município está incluído na área geográfica de abrangência do semiárido brasileiro, definida pelo Ministério da Integração Nacional em 2005. Esta delimitação tem como critérios o índice pluviométrico, o índice de aridez e o risco de seca.

## Aspectos físicos
O município localiza-se em sua maior parte na unidade geoambiental das Chapadas Altas. Parte da área do município, a sul, localiza-se na unidade geoambiental da Depressão Sertaneja.
O clima é semiárido, e a vegetação nativa é composta por caatinga.

### Hidrografia
O município situa-se na bacia hidrográfica do rio Brígida. Seus principais tributários são os riachos Sipauba, do Olho d’ Água, Tucano, Sto. Antônio, do Pombal, Gravatá, do Mel, do Camaleão, do Aço, da Volta, Umburana, do Ferreiro, do Manoino, do Algodão, do Lopes, do Caracui, das Letras, Cacimbas, da Garça ou Logradouro e da Selada, todos de regime intermitente. O município conta ainda com o açude Lopes II (23.935.360 m³).